# Episodi di Odd Mom Out (seconda stagione)
La seconda stagione della serie televisiva Odd Mom Out, formata da 10 episodi, è stata trasmessa in prima visione negli Stati Uniti su Bravo dal 20 giugno al 29 agosto 2016.
In Italia, la stagione viene trasmessa sul canale pay della piattaforma Mediaset Premium Joi dal 3 febbraio 2017.
| n° | Titolo originale    | Titolo italiano      | Prima TV USA   | Prima TV Italia  |
| -- | ------------------- | -------------------- | -------------- | ---------------- |
| 1  | The High Road       | Sii superiore        | 20 giugno 2016 | 3 febbraio 2017  |
| 2  | Fasting and Furious | Affamati e furiosi   | 27 giugno 2016 | 3 febbraio 2017  |
| 3  | Hamming It Up       | Caccia al biglietto  | 11 luglio 2016 | 10 febbraio 2017 |
| 4  | Crushed             | Una piccola sbandata | 11 luglio 2016 | 10 febbraio 2017 |
| 5  | The O.D.D. Couple   | Terapia di coppia    | 18 luglio 2016 | 17 febbraio 2017 |
| 6  | Knock of Shame      | Niente di personale  | 25 luglio 2016 | 17 febbraio 2017 |
| 7  | Hanoi Jill          | Sciopero a oltranza  | 1º agosto 2016 | 24 febbraio 2017 |
| 8  | 40 Is the New 70    | I 40 sono i nuovi 70 | 15 agosto 2016 | 24 febbraio 2017 |
| 9  | The Hamptons        | Gli Hamptons         | 22 agosto 2016 | 3 marzo 2017     |
| 10 | Ode to Joy          | Ode alla gioia       | 29 agosto 2016 | 3 marzo 2017     |